# Łotwa na Mistrzostwach Świata w Lekkoatletyce 2017
Łotwa na Mistrzostwach Świata w Lekkoatletyce 2017 – reprezentacja Łotwy podczas mistrzostw świata w Londynie liczyła 12 zawodników, którzy nie zdobyli żadnego medalu.

## Skład reprezentacji
Mężczyźni
| Zawodnik             | Konkurencja | Finał    | Finał   |
| Zawodnik             | Konkurencja | Rezultat | Pozycja |
| -------------------- | ----------- | -------- | ------- |
| Valērijs Žolnerovičs | maraton     | DNF      | DNF     |

| Zawodnik            | Konkurencja    | Kwalifikacje | Kwalifikacje | Finał | Finał   |
| Zawodnik            | Konkurencja    | Wynik        | Pozycja      | Wynik | Pozycja |
| ------------------- | -------------- | ------------ | ------------ | ----- | ------- |
| Elvijs Misāns       | trójskok       | 16,55        | 16.          | NQ    | NQ      |
| Rolands Štrobinders | rzut oszczepem | 79,68        | 19.          | NQ    | NQ      |

Kobiety
| Zawodniczka           | Konkurencja        | Eliminacje | Eliminacje | Półfinał | Półfinał | Finał    | Finał   |
| Zawodniczka           | Konkurencja        | Rezultat   | Pozycja    | Rezultat | Pozycja  | Rezultat | Pozycja |
| --------------------- | ------------------ | ---------- | ---------- | -------- | -------- | -------- | ------- |
| Sindija Bukša         | bieg na 200 metrów | 23,54      | 29.        | NQ       | NQ       | NQ       | NQ      |
| Gunta Latiševa-Čudare | bieg na 400 metrów | 51,37      | 10. Q      | 51,57    | 12.      | NQ       | NQ      |
| Anita Kažemāka        | maraton            | —          | —          | —        | —        | 2:44:49  | 53.     |
| Ilona Marhele         | maraton            | —          | —          | —        | —        | 2:37:40  | 31.     |
| Agnese Pastare        | chód na 20 km      | —          | —          | —        | —        | DSQ      | DSQ     |

| Zawodniczka      | Konkurencja    | Kwalifikacje | Kwalifikacje | Finał | Finał   |
| Zawodniczka      | Konkurencja    | Wynik        | Pozycja      | Wynik | Pozycja |
| ---------------- | -------------- | ------------ | ------------ | ----- | ------- |
| Lauma Grīva      | skok w dal     | 6,58         | 5. q         | 6,54  | 9.      |
| Anete Kociņa     | rzut oszczepem | 62,26        | 13.          | NQ    | NQ      |
| Madara Palameika | rzut oszczepem | 59,54        | 21.          | NQ    | NQ      |

Siedmiobój
| Zawodniczka              | Konkurencja | 100H  | HJ  | SP  | 200 m | LJ | JT | 800 m | Wynik | Pozycja |
| ------------------------ | ----------- | ----- | --- | --- | ----- | -- | -- | ----- | ----- | ------- |
| Laura Ikauniece-Admidiņa | Rezultat    | 13,71 | DNS | DNS | –     | –  | –  | –     | DNF   | DNF     |
| Laura Ikauniece-Admidiņa | Punkty      | 1020  | 0   | 0   | –     | –  | –  | –     | DNF   | DNF     |